# Ђурђа Бједов
Ђурђа (Ђурђица) Бједов (Сплит, 5. април 1947) је југословенска репрезентативка у пливању, државна рекордерка и освајач олимпијских медаља у пливању, чланица Пливачког клуба „Морнар“ из Сплита.
Носилац је првих олимпијских медаља за југословенски пливачки спорт. На Олимпијским играма у Мексико Ситију 1968. године, наступајући за СФР Југославију, освојила је златну медаљу на 100 м прсно и сребрну на двоструко дужој деоници. У историју светског пливања је ушла као прва олимпијска победница у дициплини која је на овим играма први пут уврштена у програм игара, тако да је победом аутоматски поставила и олимпијски рекорд 1:15,8. Ђурђа Бједов, 21-годишња Сплићанка отпутовала је на Игре у Мексико Сити, пре свега као члан штафете 4 x 100 м мешовито, а успела је да освоји две олимпијске медаље у индивидуалној конкуренцији. Крајем године ју је дневни спортски лист Спорт прогласио за спортисту године у Југославији.
Учествовала је и на првенству Европе 1966. и 1970. године.
Ушла је у историју као први освајач медаље за југословенски пливачки спорт и једина југословенска пливачица освајач златне олимпијске медаље.
За репрезентацију Југославије је наступала 46 пута. Од 1962 до 1968 прва је на првенствима Југославије у пливању 19 пута у следећим дисциплинама: 200 м прсно (1962—68), 400 м мешовито (1965—68), 100 м прсно (1968), 100 м делфин (1968), 200 м мешовито (1968) и у штафетама 4 х 100 м мешовито (1965—68) и 4 х 100 м слободно (1966—67).
Након активне пливачке каријере, наставила је са ангажовањем у пливању, али сада у улози тренера.
За своје резултате и допринос развоју пливачког спорта 1987. примљена је у Међународну кућу славних водених спортова.